# جون كريسبين
جون كريسبين (19 يناير 1981 في الولايات المتحدة - ) (بالإنجليزية: Jon Crispin)‏ هو عارض ولاعب كرة سلة أمريكي في مركزي مدافع مسدد الهدف وهجوم خلفي. لعب مع بروينز لجامعة كاليفورنيا ‏.

## وصلات خارجية
- جون كريسبين على موقع كلية كرة السلة في سبورتس رفرنس.كوم (الإنجليزية)
- جون كريسبين على موقع ريلجم (الإنجليزية)
- جون كريسبين على موقع بروبوليرز (الإنجليزية)